# Zhu Bajie
Zhu Bajie (en chino, 猪八戒; pinyin, Zhū Bājiè), también llamado Cerdo Zhu, es uno de los tres ayudantes de Tang Sanzang y un personaje importante de la novela del siglo XVI Viaje al Oeste. Zhu significa "cerdo" y Bajie "ocho preceptos". Los eruditos budistas consideran que ambas expresiones están relacionadas con "Śīla pāramitā". En la versión en español de la historia, Zhu Bajie se llama "Chu Ba-Chie" o "Ba-Chie".
Zhu Bajie es un personaje complejo y desarrollado en la novela. Parece un terrible monstruo humanoide-cerdo, parte humano y parte cerdo (que recuerda a Jimmy Pies Cuadrados del folclore manés), que a menudo se mete a sí mismo y a sus compañeros en problemas por su pereza, glotonería y propensión a desear a las mujeres bonitas. Tiene celos del Rey Mono y siempre intenta hundirlo.